# Nathan Chapman
Nathan Chapman (Nashville, ...) è un produttore discografico e musicista statunitense.

## Biografia
Originario del Tennessee, è noto per i suoi lavori nel mondo della musica country con la cantante Taylor Swift, per la quale ha prodotto i primi cinque album a partire dall'eponimo Taylor Swift, e con la quale ha vinto numerosi premi, tra cui il Grammy Award all'album dell'anno nel 2010 e nel 2016.
Inoltre ha collaborato con The Band Perry, Jypsi, Point of Grace, Krystal Keith, Shania Twain, Lady Antebellum, Jimmy Wayne, Kylie Minogue, Martina McBride, Keith Urban, Electra Mustaine, Madeline Merlo e Tenille Arts.